# Joana Pol

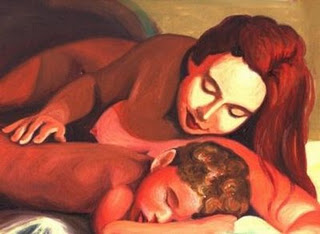
Autorretrat amb el seu fill Dídac.

Joana Pol (nascuda el 28 de juliol de 1967 a Selva, Mallorca), és una escriptora,editora i pintora dedicada al gènere romàntic i fantàstic.
Autora de llibres com El crim dels Déus (2005), Bellver (2008), i Dimonis de Formentera, ha col·laborat juntament amb el seu germà, Biel Pol, amb una columna satírica (POL & POL) en diversos mitjans de comunicació, com la revista INMTK o el setmanari Manacor Comarcal. També ha col·laborat en diversos programes del canal de televisió IB3 i de ràdio IB3 Ràdio, com l'espai radiofònic «Es Racó Literari», del magazín nocturn «3 de Nit», de Sandra Llabrés, molt popular entre els escriptors internàutics perquè el seu nou format combinava el programa de ràdio clàssic amb les noves tecnologies per a promocionar autors novells, o «La Mar de Llibres», del magazine «La Mar de Coses», tambe de Sandra Llabrés.
Joana Pol és també cofundadora de l'Associació Mallorca Fantàstica, que encapçala un moviment cultural dirigit als amants d'aquests gèneres fantàstics en l'àmbit de les Balears. A l'abril de 2008 aquesta associació va promoure el primer Festival de Fantasia, Terror i Ciència-Ficció Mallorca fantàstica per tal de reivindicar les arrels fantàstiques pròpies de les Balears, mitjançant conferències o actuacions, i alhora fer que gènere fantàstic trobi la seva expressió en formats tan distints com la literatura, el cinema, la música, la il·lustració, l'escultura, l'espectacle o els jocs de rol, amb convidats internacionals. Posteriorment, Joana Pol ha assumit la direcció de Mallorca Fantàstica Editors.

## Obra
- El crim dels déus (2005)
- Bellver (2008)[2]
- Dimonis de Formentera
- Heroes, bandidos y comediantes: Muerte en Mallorca
- Babol: Sé valiente
- El poder de la memoria
- Tramuntana. Poema èpic
- El poder del amor
- Babol en la cocina. Recetario infernal.